# Шипа Олександр Миколайович
Олександр Миколайович Шипа (нар. 9 січня 1981) — український футболіст, що грав на позиції захисника. Відомий за виступами у низці українських клубів та в клубах вищої ліги Казахстану. По закінченні виступів на футбольних полях — український футбольний тренер.

## Футбольна кар'єра
Олександр Шипа розпочав займатися футболом у СДЮСШОР «Дніпро-75» у Дніпропетровську. Розпочав виступи на футбольних полях у 1998 році в аматорській команді «Сталь» з Дніпропетровська. У 2000 році футболіст зіграв 1 матч Кубка України в складі на той час аматорської команди «Торпедо» (Запоріжжя). У 2002 році Шипа перейшов до складу команди другої ліги «Вуглик» (Димитров), але вже на початку 2003 року переходить до складу аматорської команди «Черкаси», яка з початку сезону 2003—2004 років відновила виступи в другій лізі. У черкаській команді Олександр Шипа грав до кінця сезону 2004—2005 років, після чого перейшов до складу команди першої ліги «Спартак» з Івано-Франківська. На початку 2006 футболіст перейшов до складу команди казахської команди вищої ліги «Атирау», в якому грав протягом півроку. у другій половині 2006 року футболіст повернувся в Україну. де грав за дніпропетровські аматорські клуби «Локомотив» і «Ілана-Ратибор». У другій половині 2007 року Шипа грав у складі аматорської команди «Мир» (Горностаївка). На початку 2008 року Олександр Шипа грав у складі казахської команди вищого дивізіону «Енергетик-2» з Екібастуза. У другій половині року футболіст повертається в Україну, де спочатку знову грає у складі команди «Ілана-Ратібор», а пізніше знову стає гравцем горностаївського «Миру», в якому з сезону 2011—2012 років грав у другій українській лізі. У складі команди з Херсонщини Шипа грав до кінця сезону 2013—2014 років, після чого до 2019 року грав у складі аматорських футбольних клубів Дніпропетровської області «ВПК-Агро», «Скорук» та «Легіон». У 2017—2018 роках Олександр Шипа працював адміністратором футбольного клубу «Скорук», а з 2019 року працює одним із тренерів клубу.